# Airbus A320neo
Airbus A320neo-familien består af flymodellerne A319neo, A320neo, A321neo med A321neo LR og A321neo XLR, samt Airbus Corporate Jets.